# Кириак Отшельник
Кириа́к Палестинский, или Кириа́к Отшельник (9 января 449, Коринф, Пелопоннес — 557, Суккийская лавра, Текоа), — православный святой, почитается в лике преподобных, память совершается 29 сентября (12 октября) шестеричным богослужением.
Родители — пресвитер соборной церкви Иоанн и его супруга Евдоксия. Его родственник епископ Коринфский Пётр сделал его чтецом в церкви. Однажды, когда ему было 18 лет, после церковной службы он, не заходя домой, втайне от родных отправился в Иерусалим.
Посетив святые места, Кириак провёл зиму в монастыре недалеко от Сиона. По благословению игумена монастыря Евсторгия он направился в лавру преподобного Евфимия Великого, находящуюся в пустыне. Преподобный Евфимий постриг Кириака в иноки, однако он не принимал в свою лавру очень молодых монахов и поэтому направил Кириака к преподобному Герасиму в монастырь на Иордан. Кириак усердно работал в монастыре и молился, мало спал, постился очень строго – раз в два дня принимал хлеб и воду. На время Великого поста святой Герасим обычно уходил в пустыню Рува, и, видя усердие Кириака, святой Герасим стал брать с собой. Когда Кириаку было 27 лет, преподобный Герасим скончался, и инок вернулся в лавру, в которой принял посвящение в иноки. Преподобного Евфимия уже не было в живых, игуменом лавры в то время был Илия. Кириак поселился в уединённой келье, подвизался в безмолвии, общаясь только с иноком Фомой. После того как Фома покинул лавру (был рукоположён в епископы), святой Кириак в полном безмолвии провёл 10 лет. В 37 лет он был посвящён в сан диакона. Когда между двумя обителями (лавра, в которой он жил, и монастырь, в котором жил ранее) произошёл раздор, святой Кириак отправился в Суккийскую лавру преподобного Харитона. В этой обители вновь поступающие иноки должны были трудиться на общих монастырских послушаниях. Через 4 года Кириак стал пресвитером и 18 лет трудился в качестве канонарха. Всего в обители святого Харитона преподобный Кириак провёл 30 лет.
Пожелав вести ещё более строгую жизнь, когда ему исполнилось 70 лет, он удалился в пустыню, взяв с собой своего ученика Иоанна. Они путешествовали по пустыне много времени и в итоге поселились в той её части, которая называлась Натуф. В пустыне отшельники питались лишь горькими травами, которые по молитве святого Кириака становились сладкими, и их можно было употреблять в пищу. Через почти 4 года их отшельничества о них узнал старейшина комитов из Фекуи и привёз им хлеба, попросив у Кириака благословения и молитв. Однажды ученик без повеления старца снова сварил зелье из трав, но оно оказалось таким горьким, что ученик онемел. Святой Кириак помолился и причастил ученика, исцелив его. Он объяснил ученику, что Бог творил чудеса, когда им нечего было есть, но поскольку у них теперь был хлеб, то чуда не произошло. Когда хлеб закончился, они снова начали питаться зельем из горьких трав, которое снова становилось сладким.  На год их пребывания в пустыне о них узнал один из жителей Фекуи и привёл к ним своего бесноватого сына, и святой Кириак исцелил его. Тот человек с выздоровевшим сыном вернулся домой и стал всем рассказывать о святом Кириаке. Много людей стало приходить к преподобному за благословением, исцелением, беседой. Тогда святой удалился в пустыню Рува, где пробыл ещё пять лет, но даже туда к нему приходили больные и бесноватые, и преподобный исцелял их. Не найдя и здесь покоя, преподобный Кириак поселился в ещё более пустынном и отдалённом месте - пустыне Сусаким. Через семь лет к нему пришли братия из Суккийского монастыря, прося его вернуться в обитель и тем самым спасти от наступившего голода и мора. Преподобный поселился в пещере около монастыря. Преподобный Кириак оказал большую помощь в борьбе с распространившейся ересью оригенистов. В 98 лет преподобный Кириак опять удалился в пустыню Сусаким и провёл там 8 лет. В пустыне преподобному Кириаку служил огромный лев, который охранял его от разбойников и стерёг овощи от диких коз, но не трогал приходивших к нему братьев и ел из рук преподобного. Однажды в летнюю жару высохла вся вода в яме, куда зимой пустынник собирал воду для питья и полива овощей, а другого источника воды не было. Преподобный Кириак помолился, и тут же в пустыне пролился дождь, наполнивший яму водой. Когда святому Кириаку было 107 лет, отцы Суккийского монастыря долго упрашивали его вернуться в пещеру около монастыря. После возвращения в пещеру он прожил ещё два года, и, несмотря на свой возраст, сохранял бодрость, постоянно молился или работал, никогда не бывал без дела. Перед смертью святой Кириак позвал братию монастыря, благословил всех и помолился. Всего преподобный Кириак прожил 109 лет.